# Oliver Ellsworth
Oliver Ellsworth (29. dubna 1745 Winndsor, Connecticut, USA – 26. listopadu 1807 Winndsor) byl americký právník, státník a politik.
Svoji advokátní kancelář si otevřel v roce 1777. Zastupoval rodný stát na Kontinentálním kongresu a na Ústavodárném shromáždění (1787), kde se podílel na koncipování connecticutského kompromisu, ale nebyl přítomen podpisu Ústavy Spojených států amerických. Jako jeden z senátorů rodného státu předsedal výboru pro návrh Zákona o soudnictví 1789 a hlasoval s federalisty.
Od 15. prosince 1795 do 30. září 1800, kdy rezignoval, byl předsedou Nejvyššího soudu Spojených států amerických.
Do jeho rukou skládal přísahu dne 4. března 1797 prezident John Adams.